# Nacaduba pactolus
Nacaduba pactolus is een vlinder uit de familie van de Lycaenidae. De wetenschappelijke naam van de soort is voor het eerst geldig gepubliceerd in 1860 door C. Felder. Deze soort komt voor in een groot deel van het Oriëntaals gebied.

## Ondersoorten
- Nacaduba pactolus pactolus
- Nacaduba pactolus andamanica Fruhstorfer, 1916
- Nacaduba pactolus antalcidas Fruhstorfer, 1915
- Nacaduba pactolus cabrorus (Röber, 1886)
- Nacaduba pactolus cela Waterhouse & Lyell, 1914
- Nacaduba pactolus ceylonica Fruhstorfer, 1916
- Nacaduba pactolus continentalis Fruhstorfer, 1916
- Nacaduba pactolus cyaniris (Röber, 1891)
- Nacaduba pactolus hainani Bethune-Baker, 1914
- Nacaduba pactolus lycoreia Fruhstorfer, 1916
- Nacaduba pactolus macrophthalma (Felder, 1862)
  - = Nacaduba vajuva varia Evans, 1932
  - = Nacaduba cyclophthalma Toxopeus
  - = Acrophthalmia argentina Prittwitz, 1867
- Nacaduba pactolus odon Fruhstorfer, 1916
- Nacaduba pactolus pactolides Fruhstorfer, 1916
- Nacaduba pactolus raluana Ribbe, 1899
- Nacaduba pactolus waigeuensis (Joicey & Talbot, 1917)